# Femte Moseboken
Femte Moseboken eller med en äldre namnform Femte Mosebok är en av böckerna i judendomens Torah och kristendomens Gamla Testamente. Boken kallas inom kristendomen även för Deuteronomium, vilket är dess latinska namn. Inom judendomen kallas boken 'Elleh haddevarim, (hebreiska för "detta är de ord, saker") eller bara Devarim ("ord, grejer") Det är den sista av Moseböckerna.
En stor del av innehållet i Femte Moseboken är en upprepning av berättelser och texter från de tidigare Moseböckerna. Här får vi än en gång en redogörelse för tio Guds bud, för vilka djur som är rena och orena och för jubelåret. Bokens centrala budskap är att med lydnad följer välsignelse. Boken slutar med berättelsen om Moses död och begravning, och är, till formen, Moses avskedstal och hans andliga testamente till folket.
Boken tillskrivs den så kallade Deuteronomisten. Verket hade sedan Wilhelm de Wette (1805) ansetts vara skriven under Josias regeringstid för att främja koncentrationen av kulten till Jerusalems tempel, men enligt nyare uppfattningar ingår det i det deuteronomistiska historieverket som skrevs efter Jerusalems fall.